# Azatan
Azatan (in armeno Ազատան?) è un comune di 5 697 abitanti (2010) della provincia di Shirak in Armenia.